# Edward, duca di Kent
Edward, duca di Kent (Edward George Nicholas Paul Patrick; Londra, 9 ottobre 1935), è un membro della famiglia reale britannica con il trattamento di Altezza Reale ed è 42º in linea di successione al trono britannico. Nonché cugino di primo grado della Regina Elisabetta II del Regno Unito, essendo figlio del fratello minore del padre di Elisabetta.

## Biografia
È figlio di George, duca di Kent e di Marina di Grecia e quindi nipote di re Giorgio V del Regno Unito e cugino di primo grado della regina Elisabetta II. Ha ereditato il titolo di duca di Kent dal padre, morto nel 1942.
Molto attivo socialmente, il duca è presidente dell'All England Lawn Tennis and Croquet Club, società organizzatrice del Torneo di Wimbledon, un ruolo che ha ereditato da sua madre, la Principessa Marina. Inoltre è stato a lungo il membro della famiglia reale a ricoprire la carica di Special Representative for International Trade and Investment, abbandonata nel 2001. Patrono del Trinity College London. Dal 1967 è Gran Maestro della Gran Loggia Unita di Inghilterra (UGLE, United Grand Lodge of England), la più antica e prestigiosa obbedienza massonica del mondo. È presidente della Scout Association e del Royal United Services Institute oltre che del Royal Institution. Inoltre ricopre la carica di Field Marshal del British Army.

## Matrimonio e figli
Il duca di Kent ha sposato l'8 giugno 1961 Katharine Worsley, unica figlia di sir William Arthrington Worsley e della moglie Joyce Morgan Brunner.
Il duca e la duchessa hanno tre figli, nessuno dei quali adempie a servizi reali:
- George Windsor, conte di St Andrews (n. 26 giugno 1962), che ha sposato Sylvana Tomaselli;
- Helen Windsor (n. 28 aprile 1964), che ha sposato Timothy Taylor;
- Lord Nicholas Charles Edward Jonathan Windsor (n. 25 luglio 1970), che ha sposato nel 2006 Paola Doimi de Lupis di Frankopan, nella Città del Vaticano, divenendo il primo esponente della famiglia reale britannica a celebrare le proprie nozze nel luogo simbolo del cattolicesimo.

La coppia ha anche avuto un figlio nato morto, Lord Patrick Windsor (5 ottobre 1977).
Nel 1994 la duchessa si è convertita al cattolicesimo. Nonostante questo, il Duca di Kent non ha perso i suoi diritti nella linea di successione grazie all'Act of Settlement del 1701 in quanto egli ha sposato nel 1961 una donna effettivamente appartenente alla Chiesa anglicana, la quale solo successivamente si è convertita al cattolicesimo. L'esclusione dalla linea di successione per chi sposa un cattolico o una cattolica è stato successivamente rimosso nel 2015 (entrata in vigore dell'accordo di Perth siglato nel 2011).
Anche il figlio Lord Nicholas ha seguito l'esempio della madre e si è convertito al cattolicesimo, in questo modo perdendo i diritti di successione al trono britannico.

## Onorificenze

Lo stendardo personale del principe Edward, duca di Kent.

Il monogramma personale del principe Edward, duca di Kent.

## Albero genealogico
|                             |                     |                                | Genitori                                      |  |  | Nonni |  |  | Bisnonni                    |  |  | Trisnonni                         |  |
|                             |                     |                                |                                               |  |  |       |  |  | Edoardo VII del Regno Unito |  |  | Alberto di Sassonia-Coburgo-Gotha |  |
|                             |                     |                                |                                               |  |  |       |  |  | Edoardo VII del Regno Unito |  |  | Alberto di Sassonia-Coburgo-Gotha |  |
|                             |                     | Vittoria del Regno Unito       |                                               |  |  |       |  |  | Edoardo VII del Regno Unito |  |  |                                   |  |
| Giorgio V del Regno Unito   |                     |                                |                                               |  |  |       |  |  | Edoardo VII del Regno Unito |  |  |                                   |  |
|                             |                     | Alessandra di Danimarca        | Cristiano IX di Danimarca                     |  |  |       |  |  |                             |  |  |                                   |  |
|                             |                     | Alessandra di Danimarca        | Cristiano IX di Danimarca                     |  |  |       |  |  |                             |  |  |                                   |  |
|                             |                     | Alessandra di Danimarca        | Luisa d'Assia-Kassel                          |  |  |       |  |  |                             |  |  |                                   |  |
| Giorgio, duca di Kent       |                     | Alessandra di Danimarca        |                                               |  |  |       |  |  |                             |  |  |                                   |  |
|                             |                     | Francesco di Teck              | Alessandro di Württemberg                     |  |  |       |  |  |                             |  |  |                                   |  |
|                             |                     | Francesco di Teck              | Alessandro di Württemberg                     |  |  |       |  |  |                             |  |  |                                   |  |
|                             |                     | Francesco di Teck              | Claudine Rhédey von Kis-Rhéde                 |  |  |       |  |  |                             |  |  |                                   |  |
| Maria di Teck               |                     | Francesco di Teck              |                                               |  |  |       |  |  |                             |  |  |                                   |  |
|                             |                     | Maria Adelaide di Hannover     | Adolfo di Hannover                            |  |  |       |  |  |                             |  |  |                                   |  |
|                             |                     | Maria Adelaide di Hannover     | Adolfo di Hannover                            |  |  |       |  |  |                             |  |  |                                   |  |
|                             |                     | Maria Adelaide di Hannover     | Augusta d'Assia-Kassell                       |  |  |       |  |  |                             |  |  |                                   |  |
| Edward, duca di Kent        |                     | Maria Adelaide di Hannover     |                                               |  |  |       |  |  |                             |  |  |                                   |  |
|                             | Giorgio I di Grecia | Cristiano IX di Danimarca      |                                               |  |  |       |  |  |                             |  |  |                                   |  |
|                             | Giorgio I di Grecia | Cristiano IX di Danimarca      |                                               |  |  |       |  |  |                             |  |  |                                   |  |
|                             | Giorgio I di Grecia | Luisa d'Assia-Kassel           |                                               |  |  |       |  |  |                             |  |  |                                   |  |
| Nicola di Grecia            | Giorgio I di Grecia |                                |                                               |  |  |       |  |  |                             |  |  |                                   |  |
|                             |                     | Ol'ga Konstantinovna Romanova  | Konstantin Nikolaevič Romanov                 |  |  |       |  |  |                             |  |  |                                   |  |
|                             |                     | Ol'ga Konstantinovna Romanova  | Konstantin Nikolaevič Romanov                 |  |  |       |  |  |                             |  |  |                                   |  |
|                             |                     | Ol'ga Konstantinovna Romanova  | Alessandra di Sassonia-Altenburg              |  |  |       |  |  |                             |  |  |                                   |  |
| Marina di Grecia            |                     | Ol'ga Konstantinovna Romanova  |                                               |  |  |       |  |  |                             |  |  |                                   |  |
|                             |                     | Vladimir Aleksandrovič Romanov | Alessandro II di Russia                       |  |  |       |  |  |                             |  |  |                                   |  |
|                             |                     | Vladimir Aleksandrovič Romanov | Alessandro II di Russia                       |  |  |       |  |  |                             |  |  |                                   |  |
|                             |                     | Vladimir Aleksandrovič Romanov | Maria Aleksandrovna                           |  |  |       |  |  |                             |  |  |                                   |  |
| Elena Vladimirovna Romanova |                     | Vladimir Aleksandrovič Romanov |                                               |  |  |       |  |  |                             |  |  |                                   |  |
|                             |                     | Maria di Meclemburgo-Schwerin  | Federico Francesco II di Meclemburgo-Schwerin |  |  |       |  |  |                             |  |  |                                   |  |
|                             |                     | Maria di Meclemburgo-Schwerin  | Federico Francesco II di Meclemburgo-Schwerin |  |  |       |  |  |                             |  |  |                                   |  |
|                             |                     | Maria di Meclemburgo-Schwerin  | Augusta di Reuss-Köstritz                     |  |  |       |  |  |                             |  |  |                                   |  |
|                             |                     | Maria di Meclemburgo-Schwerin  |                                               |  |  |       |  |  |                             |  |  |                                   |  |